# Fika

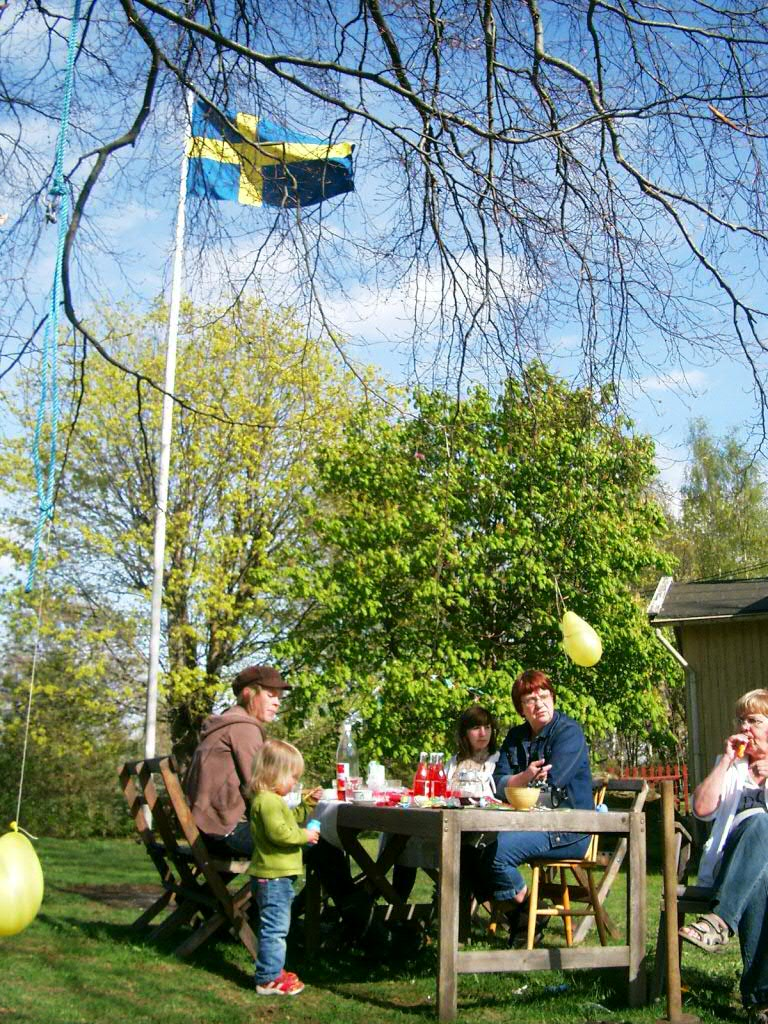
Fika na świeżym powietrzu.

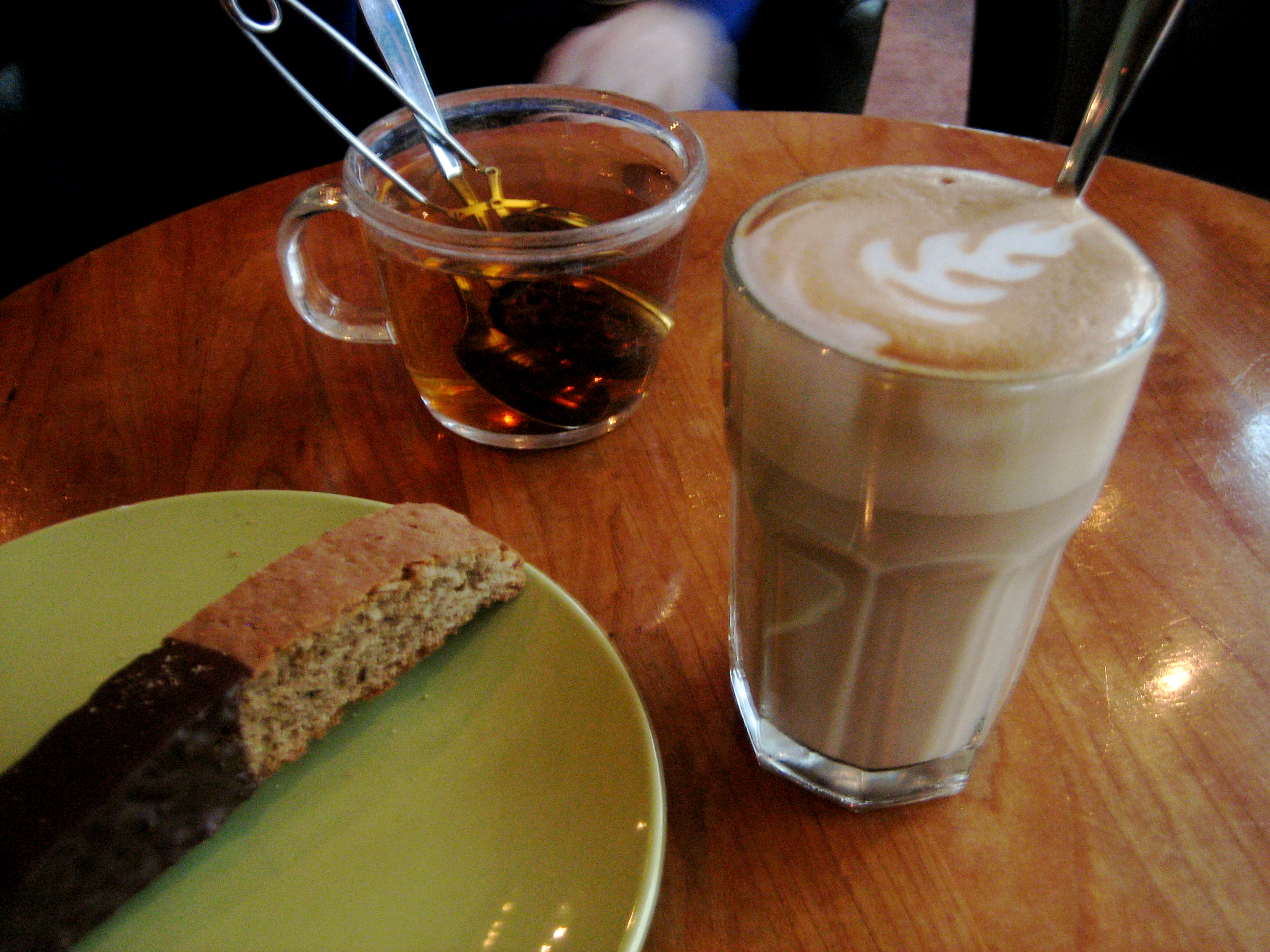
Fika.

Fika – szwedzki obyczaj mający charakter instytucji społecznej. Oznacza przerwę w pracy lub innej działalności w celu wypicia kawy lub innego napoju z przekąskami w towarzystwie znajomych, przyjaciół lub rodziny. Ta tradycja ma wielkie znaczenie dla Szwedów, bowiem Szwecja jest jednym z największych konsumentów kawy na świecie.
Podczas fiki do kawy serwowane są głównie słodkości, czasem kanapki lub inne przekąski. Najpopularniejszym dodatkiem są bułeczki cynamonowe.
Fika może odbywać się w kawiarni lub cukierni, w firmach, domach czy też na świeżym powietrzu. Wiele szwedzkich zakładów pracy ma zinstytucjonalizowane przed- i popołudniowe przerwy na kawę, które są nie tylko przerwami od pracy, ale również okazją do nieformalnych spotkań i dyskusji.